# Sepanjang (Glenmore)
Sepanjang is een bestuurslaag in het regentschap Banyuwangi van de provincie Oost-Java, Indonesië. Sepanjang telt 8819 inwoners (volkstelling 2010).